# Junichi Usui
Junichi Usui (臼井 淳一, Usui Jun'ichi, né le 6 octobre 1957 dans la préfecture de Miyagi) est un athlète japonais, spécialiste du saut en longueur. 

## Biographie

### Palmarès
| Date | Compétition                    | Lieu         | Résultat | Performance |
| ---- | ------------------------------ | ------------ | -------- | ----------- |
| 1977 | Coupe du monde des nations     | Düsseldorf   | 6e       | 7,68 m      |
| 1978 | Jeux asiatiques                | Bangkok      | 2e       | 7,76 m      |
| 1979 | Championnats d'Asie            | Tokyo        | 1er      | 7,97 m      |
| 1979 | Universiade                    | Mexico       | 2e       | 8,05 m      |
| 1981 | Championnats d'Asie            | Tokyo        | 2e       | 7,94 m      |
| 1982 | Jeux asiatiques                | New Delhi    | 3e       | 7,87 m      |
| 1984 | Jeux olympiques                | Los Angeles  | 7e       | 7,87 m      |
| 1985 | Jeux mondiaux en salle         | Paris        | 8e       | 7,52 m      |
| 1985 | Championnats d'Asie            | Djakarta     | 3e       | 7,72 m      |
| 1986 | Jeux asiatiques                | Séoul        | 2e       | 7,92 m      |
| 1987 | Championnats du monde en salle | Indianapolis | 11e      | 7,75 m      |
| 1987 | Championnats du monde          | Rome         | 12e      | 8,00 m      |

### Records
| Épreuve          | Performance | Lieu  | Date           |
| ---------------- | ----------- | ----- | -------------- |
| Saut en longueur | 8,10 m      | Paris | 6 juillet 1979 |